# Jean-François de La Rocque de Roberval
 (août 2023).
Pour les articles homonymes, voir Roberval.
Jean-François de La Rocque de Roberval, dit l'élu de Poix, le petit roi du Vimeu ou le sieur de Roberval (Carcassonne, vers 1495/1500 - Paris, 1560), fils de mère inconnue et de Bernard de La Rocque (ou de La Roque), militaire et ancien sénéchal de Carcassonne. Il fut un militaire français, nommé vice-roi du Canada par François Ier, à la tête de la première tentative coloniale française dans la vallée du Saint-Laurent dans la première moitié du XVIe siècle avec l'explorateur Jacques Cartier.

## Biographie

### Famille
La complexité de ses origines et de sa famille s’explique par les nombreux déplacements et les trois mariages connus de son père. Le premier mariage (1482-1487) n’ayant donné aucun descendant, J-F de La Rocque (ou de La Roque), sieur de Roberval, serait l'enfant d’une deuxième conjointe (entre 1487 et 1499), décédée dans l'enfance de son fils. Le troisième mariage de son père Bernard (vers 1500) avec Isabeau de Popincourt(Popincourt et/ou les Popincourt, famille de robe parisienne, cf. Jean ? ; Isabeau apporta aux La Rocque les possessions de Roberval) produisit trois demi-sœurs et un demi-frère : Marquise, Charlotte/Anne, Marie et Jean de La Rocque (Allaire, 2013, p. 20). En tant qu’aîné et héritier des biens familiaux, le sieur de Roberval pouvait librement influer sur les dots de ses demi-sœurs qui épousèrent pour la plupart ses collègues militaires, conservant ainsi une certaine emprise sur le patrimoine familial. Pour sa part, le sieur de Roberval eut une ou plusieurs conjointes, mais qui ne lui donnèrent aucune descendance.
Financièrement parlant, Roberval bénéficia de circonstances patrimoniales favorables. En plus des biens fonciers et immobiliers issus des mariages de son père il hérita de proches parents morts sans enfants. Ses terres et seigneuries étaient disséminées dans trois régions du royaume de France. Les premières dans le Languedoc près de Carcassonne, région d’origine de la famille La Rocque. Les secondes dans le Rethélois au nord de Reims, issues du premier mariage de son père (dont Poix en Rethelois ou au bailliage de Vitry). Les dernières et les plus célèbres, à Roberval dans le Valois, entre Compiègne, Chantilly et Senlis, d’où lui vient le titre par lequel il est passé à l’histoire.

### Carrière militaire
Comme militaire, La Rocque travailla sous les ordres de Robert de La Marck-Fleurange (1491-1536), maréchal de France et chef des armées de François Ier. Notre homme perpétua ainsi la tradition familiale de travailler sous les ordres d’un maréchal de France. Son appartenance à ce régiment l’amena à voyager, mais surtout à résider dans le Rethélois où sa garnison avait ses quartiers. Avec La Marck, il intégra les rangs de l’état-major du roi et participa à la plupart des conflits de l’époque. Il se distingua entre autres, à Pavie (1525), et au siège de Péronne en 1536 qui bloqua une attaque espagnole vers Paris. À la fin de la guerre de 1536-1538, il revint d’Italie en héros, mais sans son chef, Robert de La Marck (mort en 1536) et la moitié de ses camarades tués lors de combats avec les Espagnols en 1537.

### L'aventure en Amérique du Nord
Il est probable que le sieur de Roberval entendit parler du projet colonial canadien à son retour à la cour en 1538. D’après les sources, il se consacre alors à reconstituer son ancien régiment avec le jeune fils de Robert de La Marck. Reste que jusqu’en 1540, François Ier refuse tous projets pouvant mettre en danger ses négociations politiques avec Charles Quint. Mais lorsque cette bonne entente cesse à l’automne 1540, le souverain français décide d’augmenter la taille de l’expédition originelle et de vider par la même occasion ses prisons surchargées. Cette première colonie française comportera donc des colons, des artisans et des soldats pour protéger l’établissement des Amérindiens ou des Espagnols et encadrer les prisonniers condamnés aux travaux pénibles. Jacques Cartier, ne pouvant mener à bien tous les aspects de cette mission, l’on confie son organisation à un lieutenant-gouverneur. Le choix se porte sur La Rocque de Roberval qui a les avantages d’être un militaire noble, meneur d’homme qui ne reculera pas devant l’ennemi, un ingénieur en fortifications et un maître des mines de France, des aspects utiles pour la future colonie. Le contexte politique concourt également à sa nomination, car en 1540 le connétable de Montmorency est en disgrâce à Chantilly et l’amiral Chabot est en prison pour corruption. C’est donc vers les La Marck, non entachés de conflits d’intérêt, que François Ier se tourne pour désigner l'impétrant.
Les préparatifs déjà bien avancés par Jacques Cartier, doivent constamment être réajustés, mais les choses vont de bon train. Reste que les équipements militaires de La Rocque qui tardent à venir de sa garnison en Champagne font craindre un report de l’expédition. Pour pallier ce problème, La Rocque décide d’envoyer Cartier tout de suite au Canada avec plus de la moitié de la flotte afin que l’implantation coloniale soit prête lorsqu’il viendra le rejoindre. Mais lorsque Cartier est en mer, la tension monte d’un cran entre la France et l’Espagne à la suite de l’assassinat de deux ambassadeurs français par les Espagnols en Italie. La guerre qui menace encourage alors La Rocque à rester en France pour participer au conflit qui se profile. François Ier renonce finalement à déclencher les hostilités et il est désormais trop tard pour se rendre au Canada. Roberval décide alors de passer l’hiver sur la pointe de la Bretagne pour opérer en représailles un blocus économique en arraisonnant des navires et marchandises venant d’Espagne. La Rocque de Roberval partira pour le Canada de La Rochelle au printemps suivant, ne sachant pas que des navires espagnols naviguaient dans l’Atlantique à leur recherche.
De son côté, Jacques Cartier, installe la colonie de Charlesbourg-Royal à quelques kilomètres en amont de Stadacona (région de Québec), au Cap-Rouge. Comme prévu, l’on érige deux forts, l’un en bas à côté de la rivière Cap-Rouge et l’autre en haut sur la falaise pour protéger la colonie des attaques espagnoles venues par le fleuve. Pendant les travaux, Cartier en profite pour remonter jusqu’à Hochelaga (Montréal), mais au retour un affrontement armé a lieu entre les colons et les Stadaconiens. Bilan, trente-cinq colons tués par les Amérindiens pour venger les leurs tués ou blessés par les Français. Après un hiver logiquement en état de siège et ne voyant pas venir La Rocque de Roberval, le navigateur malouin décide de plier bagages avec dans ses soutes quelques barriques remplies de pierres et de minerais qu’il croit précieux. Le sieur de Roberval part de La Rochelle le 16 avril 1542 avec trois gros navires et lors d’un arrêt à Saint-Jean à Terre-Neuve, Cartier se retrouve face aux navires de La Rocque qui sont en route pour la colonie. Cartier a beau expliquer ses difficultés avec les Stadaconiens et montrer ce qu'il croit être de l'or et des diamants, Roberval n’en a que faire et ordonne à Cartier et ses gens de revenir dans la colonie. A la faveur de la nuit, ces derniers décident plutôt de reprendre la mer, désobéissant ainsi aux ordres officiels. Cette décision sera lourde de conséquences pour le navigateur malouin.
Dans son Heptaméron, la sœur du roi de France Marguerite de Navarre, rapporte qu’en chemin vers la colonie, La Rocque obligea un couple à débarquer sur une petite île. Seule la femme survécut et fut récupérée l’année suivante. En reprenant le contrôle de la colonie abandonnée par Cartier et son équipe, le sieur de Roberval renomme plusieurs lieux : le fleuve devient France Prime et la colonie de Charlesbourg-Royal devient France-Roy, etc. Il remet les installations de Cap-Rouge en état et renoue les relations avec les Stadaconiens qui approvisionnent l’établissement français. Durant le long hiver, une cinquantaine de colons meurent du scorbut, signe évident que ni Cartier ni les Stadaconiens ne leur ont expliqué la recette de l’Annedda pouvant guérir cette maladie. Au printemps, La Rocque profite du beau temps pour remonter le fleuve jusqu’à Hochelaga (Montréal) avec soixante-dix soldats et colons dans huit barques afin de rejoindre le lieu mythique que les Amérindiens nomment le « Royaume de Saguenay », espérant y trouver le passage du Nord-Ouest. Sur place, il rencontre les Amérindiens et les hommes de Roberval portent des barques sur leurs épaules en haut du premier saut pour étudier les voies navigables en amont. En redescendant le courant un peu plus tard, une barque chavire et huit personnes seront noyées. De retour à la colonie, des navires sont arrivés de France avec des victuailles, mais aussi des lettres de François Ier qui exige leur retour en France en raison de la guerre.

### Le retour et la fin
À son arrivée à l’automne 1543 Roberval apprend que les Espagnols et les Anglais marchent sur Paris par l’Est et le Nord du royaume. Au printemps suivant, le roi lui assigne la défense de Senlis, la dernière place forte au Nord de la capitale dont il faut cependant réparer les fortifications. La Rocque met tous les habitants de la région à la tâche avec plusieurs des gens revenus avec lui du Canada.
En septembre 1544, Charles Quint, à bout de ressources, décide de signer la paix avec François Ier, mais le surlendemain, les Anglais s’emparent de la place forte de Boulogne-sur-Mer et continuent leur progression vers la capitale. François Ier repoussera finalement les assaillants en envoyant une armada de 150 navires, semer la destruction le long des côtes anglaises. La Rocque de Roberval et son régiment mènent l’attaque sous les ordres de l’amiral d’Annebault.
En tant que membre de l’état-major, le sieur de Roberval s’impliqua dans tous les conflits jusqu’au traité du Cateau-Cambresis 1559. Ceux qui n’avaient pas payé de leur vie pour leurs souverains sur les champs de bataille payèrent les dettes qu’ils avaient contractées durant les conflits de la première moitié du XVIe siècle ou pour payer la rançon de François Ier retenu en Espagne. J-F de La Rocque vivait aux frais de l’armée tout en étant protégé de ses créanciers par les rois ou leurs familles (Allaire, 2013). Roberval fut assassiné à l’aube des guerres de Religion, un mois après la conjuration d’Amboise (17 mars 1560), à l’occasion de l’enterrement d’un collègue au cimetière des Saints-Innocents à Paris le 18 avril 1560.

## Postérité
N’ayant pas d’enfant, il avait pris des dispositions nécessaires et laissa le patrimoine familial entre les mains de ses sœurs. La seule possession qu’il n’avait pas officiellement léguée (le château de Roberval) fut saisie et mise à l’encan pour des dettes contractées une quarantaine d’années auparavant et c’est son neveu Louis de Madaillan (de Lesparre), sire de Montataire († 1576 ; trisaïeul d'Armand), fils de sa sœur Charlotte-Anne, qui s’en porta acquéreur.
Du XVIIe  au  XVIIIe siècle le château de Roberval passa aux mains de grandes familles fortunées dans la mouvance des La Marck auxquels La Rocque était resté fidèle. En 1784, la seigneurie avec son château (et ses archives) furent rachetés aux Rohan-Soubise (Charles) par la famille Davène, dont les descendants sont toujours propriétaires. Malgré sa renommée militaire et son implication dans l’expédition canadienne, La Rocque de Roberval entra difficilement au panthéon des explorateurs et colonisateurs du XVIe siècle et ce principalement en raison de ses opinions religieuses anticléricales et favorables à la Réforme. Son existence fut réduite voire noircie à l’époque des guerres de Religion en France (1562-1598) et il fallut attendre le XIXe siècle pour le voir émerger faiblement dans l’historiographie et après les années 1960 pour que l’on reparle à nouveau de lui dans la littérature historique publique.

## Dans la littérature
La personnalité de La Rocque et son aventure canadienne ont laissé des traces dans la littérature française du XVIe siècle. Rabelais parle de lui en le nommant Robert Valbringue, la reine de Navarre a raconté l'histoire romanesque du couple abandonné sur une île en chemin vers la colonie, André Thevet donne des renseignements sur lui et sur sa colonie, les poètes de la cour Clément Marot et Michel d'Amboise lui ont dédié des œuvres. Enfin, un poème en latin, d'inspiration protestante, appelé Robervalensis Epitaphium, fait partie d'un recueil anonyme de poésies conservé à la Bibliothèque nationale, à Paris. Plus récemment, l'écrivain québécois Raymond Bock l'a mis en scène dans « Eldorado », texte narratif bref paru dans son livre Atavismes (Quartanier, 2011).

## Honneurs
- L'Académie De Roberval à Montréal porte son nom.
- Le nom de la ville québécoise Roberval est directement inspirée du personnage.
- La rue France-Prime, auparavant présente dans la ville de Sainte-Foy , maintenant présente dans la ville de Québec, nommée en 1956, rend hommage à La Rocque de Roberval qui désigne, en 1542, la section du Fleuve Saint-Laurent comprise entre l'île d'Orléans et Cap-Rouge.
- La rue de France-Roy, auparavant présente dans la ville de Cap-Rouge, maintenant présente dans la ville de Québec, nommée vers 1963, rend hommage à La Rocque de Roberval qui désigne, en 1542, l'embouchure de la rivière du Cap Rouge, sur le site de Charlesbourg-Royal récemment délaissé par Jacques Cartier. Roberval rebaptise les lieux France-Roy.

## Sources
- Inventaire photographique et historique du patrimoine sur la commune de Roberval (2003) , avec l'aimable autorisation de Jean-Marc Popineau, président du Trait d'Union Robervallois
- Archives du château de Roberval
- Archives nationales de France, Minutier central des notaires de Paris
- Bibliothèque nationale de France, section des manuscrits